# Femtometro
Il femtometro (simbolo: fm; dal danese: femten, "quindici") è un'unità di misura di lunghezza spesso utilizzata per misure atomiche e subatomiche. È un sottomultiplo del metro definito nel Sistema Internazionale ed è pari a 1×10−15 m (0,000000000000001 metri). Spesso viene chiamato fermi in onore del fisico italiano Enrico Fermi.
Questa unità viene usata in fisica atomica e fisica nucleare per la misura di raggi atomici e raggi delle particelle fondamentali quali protone e neutrone.
Sia il protone sia il neutrone hanno raggio pari a circa 1 fm.